# Myogenin
Myogenin ist ein Transkriptionsfaktor in Wirbeltieren, der an der Aktivierung muskelspezifischer Gene beteiligt ist. Insbesondere tritt Myogenin in Regenerationsphasen in  Skelettmuskeln auf und spielt eine Rolle bei der Bildung von Skelettmuskelfasern während bestimmter Stadien der embryonalen Entwicklung.
Im Zusammenhang mit dem menschlichen Genom ist auch die Bezeichnung Myf-4 gebräuchlich. Liegen hohe Konzentrationen von Myogenin vor, bindet es überwiegend als  Homodimer an seine charakteristischen Bindungssequenzen im Promotor der regulierten Gene. In niedrigen Konzentrationen bildet es gemeinsam mit anderen Transkriptionsfaktoren Heterodimere, die ihrerseits auf der DNA binden. Mögliche kooperierende Transkriptionsfaktoren sind dabei MEF-2, NF-1, E12 und COMP1.